# Pherbellia aloea
Pherbellia aloea är en tvåvingeart som beskrevs av Orth 1983. Pherbellia aloea ingår i släktet Pherbellia och familjen kärrflugor. Inga underarter finns listade i Catalogue of Life.